# Fontana del Cavallo marino
La fontana del Cavallo marino è una fontana del XVIII secolo. Si trova in piazza Santo Spirito a Palermo.

## Storia
La fontana venne realizzata su progetto dello scultore Ignazio Marabitti.
La sua prima collocazione era all'interno del magnifico giardino del palazzo Ajutamicristo noto in città come Flora di Caltanissetta dal titolo comitale dei Moncada Principi di Paternò proprietari dal 1588 del Palazzo.
Nel 1864, durante i lavori di restauro di piazza Santo Spirito, il comune di Palermo decise di spostarla nella sua collocazione attuale, lì dove un tempo sorgeva la chiesa di San Nicolò alla Kalsa, distrutta dal terremoto del 5 marzo 1823.

## Galleria d'immagini

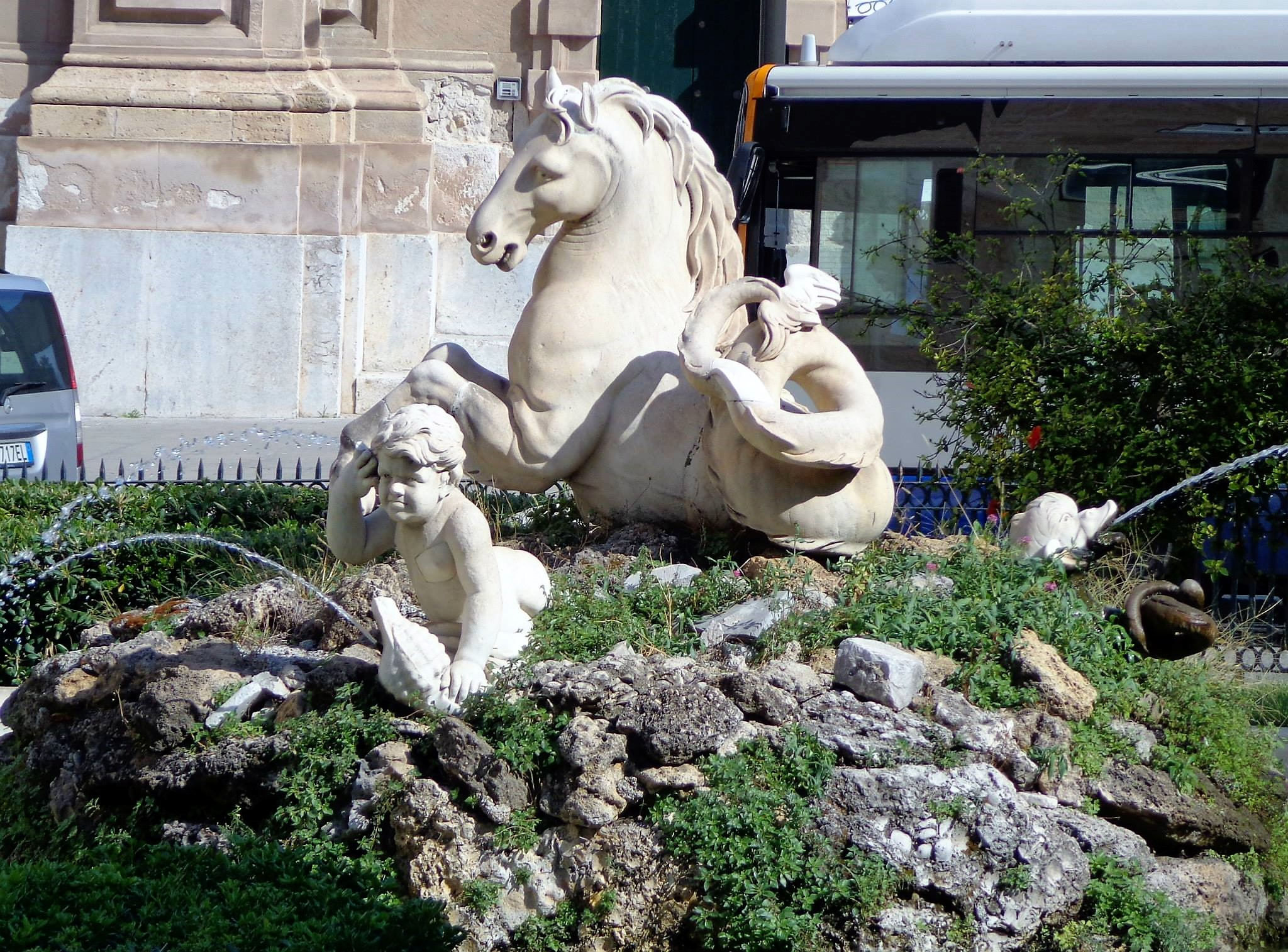
Fontana Cavallo marino.